# Clayhatchee
Clayhatchee, est une ville du comté de Dale dans l'État d'Alabama, aux États-Unis,.
Elle est située au sud-ouest du comté, entre Claybank Creek, à l'ouest et le fleuve Choctawhatchee à l'est. L'Alabama State Route 92 (en), passe au centre de la ville et conduit à Dothan, à 32 km, à l'est, via l'U.S. Route 84, et à Enterprise, à 16 km, au nord-ouest, via l'Alabama State Route 167 (en).

## Histoire
Les pionniers commencent à s'installer dans la région au début des années 1830. En 1878, la communauté s'étant agrandie, un bureau de poste est créé. Elle est baptisée 
Clayhatchee en combinant le Clay de Little Claybank Creek et hatchee, la fin du nom du fleuve Choctawhatchee. La ville est incorporée en avril 1967. La mairie est construite en 1972.

## Démographie
| 1970 | 1980 | 1990 | 2000 | 2010 | - | - | - |
| ---- | ---- | ---- | ---- | ---- | - | - | - |
| 505  | 560  | 411  | 501  | 589  | - | - | - |

## Source de la traduction
- (en) Cet article est partiellement ou en totalité issu de l’article de Wikipédia en anglais intitulé « Clayhatchee, Alabama » (voir la liste des auteurs).